# The Last Rose of Summer (poesia)
The Last Rose of Summer è una poesia di Thomas Moore composto nel 1805 mentre si trovava al Jenkinstown Park, nella contea irlandese di Kilkenny.  La poesia è scritto per una melodia tradizionale chiamata Aislean an Oigfear o The Young Man's Dream,, trascritta da Edward Bunting nel 1792 basandosi su una esecuzione dell'arpista Donnchadh Ó Hámsaigh (Denis Hempson) al Belfast Harp Festival. La poesia e la musica vennero pubblicati insieme nel dicembre del 1813, nel quinto volume di una raccolta di opere di Moore intitolata A Section of Irish Melodies.

## Testo
Left blooming alone;

All her lovely companions

Are faded and gone;

No flower of her kindred,

No rosebud is nigh,

To reflect back her blushes,

Or give sigh for sigh.
I'll not leave thee, thou lone one!

To pine on the stem;

Since the lovely are sleeping,

Go, sleep thou with them.

Thus kindly I scatter,

Thy leaves o'er the bed,

Where thy mates of the garden

Lie scentless and dead.
So soon may I follow,

When friendships decay,

And from Love's shining circle

The gems drop away.

When true hearts lie withered,

And fond ones are flown,

Oh! who would inhabit

This bleak world alone?»
lasciata fiorire da sola;

tutte le sue amorevoli compagne

sono appassite e andate;

nessun fiore della sua specie,

nessuna gemma di rosa è vicina,

per riflettere indietro il suo rossore,

o rispondere ai sospiri coi sospiri.
Non ti lascerò, tu solitaria!

per meditare nostalgia sullo stelo;

poiché le amate dormono,

vai, dormi tu con loro.

Così io gentilmente spargo,

le tue foglie sul letto,

nel quale le tue compagne del giardino

giacciono senza profumo e morte.
Così presto possa io seguirti,

quando l'amicizia decade,

e dalla splendente cerchia dell'Amore,

cadono via le gemme.

Quando veri cuori giacciono appassiti,

e quelli ardenti sono dipartiti,

oh! chi abiterebbe

questo desolato mondo da solo?»

## Adattamenti

### Musica classica
Ludwig van Beethoven ha composto un tema con tre variazioni per flauto e pianoforte (op. 105) basato sulla musica della poesia. Mauro Giuliani ha composto delle variazioni per chitarra, nella raccolta Sei arie nazionale irlandesi (op. 125 n. 2), mentre Felix Mendelssohn ha composto su essa la Fantasia in mi maggiore (op. 15, 1827?, pubblicata a Londra nel 1830).
Friedrich von Flotow ha impiegato una traduzione in tedesco della poesia nella sua opera Martha, rappresentata per la prima volta a Vienna nel 1847, nella quale è l'aria ("Letzte Rose") preferita da Lady Harriet, personaggio dell'opera. Nella traduzione in lingua italiana del libretto è resa come Qui sola, virgin rosa.
Heinrich Wilhelm Ernst ha composto delle variazioni per violino solo sulla musica della poesia, realizzando una composizione tecnicamente molto impegnativa da eseguire.
La cantante Luisa Tetrazzini aprì con The Last Rose of Summer il noto concerto che tenne gratuitamente per le strade di San Francisco nella vigilia di Natale del 1910.
Benjamin Britten ha composto un arrangiamento nel 1957, come parte di una serie di canti tradizionali.

### Musica popolare
La canzone Black Muddy River dei Grateful Dead fa riferimento a questa poesia. I Clannad hanno inserito la canzone nel loro album Crann Úll. Sarah Brightman l'ha incisa nel suo album The Trees They Grow So High. Viene cantata da Méav Ní Mhaolchatha e Hayley Westenra, del gruppo Celtic Woman. Chloë Agnew l'ha incisa nell'album che porta il suo nome. In Celtic Woman: A New Journey l'ha cantata con Ní Mhaolchatha, Westenra e Lynn Hilary. Agnew e Hilary hanno eseguito la stessa versione nel tour Isle Of Hope, mentre la versione a solo di Ní Mhaolchathaè inclusa nel suo album Celtic Journey.
I Judas Priest hanno registrato nel loro album Sin After Sin una canzone intitolata Last Rose of Summer, che tratta l'amore inappagato, e anche Tom Waits ha incluso una canzone intitolata The Last Rose of Summer nell'album The Black Rider.
Versioni della canzone sono state incise da Fionnuala Sherry (in Songs From Before) e Laura Wright (in  The Last Rose).
Nel 1964, nell'album Broadway-Blues-Ballads, Nina Simone incide una sua struggente versione del testo di Thomas Moore.

## Riferimenti letterari
La poesia è menzionata nel romanzo La stella del Sud di Jules Verne e in La Pietra di Luna di Wilkie Collins. La canzone è citata da James Joyce nell'Ulisse.

## Riferimenti popolari
Nella serie tv The Walking Dead (9x01) Alden, uno degli abitanti di Hilltop (interpretato da Callan McAuliffe) canta The Last Rose of Summer al funerale del figlio del fabbro Ken.